# Daniela Lillo
Daniela Lillo es una actriz, guionista y dramaturga chilena. Ha colaborado como guionista para las teleseries Pecadores de TVN, Soltera otra vez de Canal 13, y para el largometraje B-Happy del director Gonzalo Justiniano.

## Biografía
Nació en Santiago a finales de la década de 1960. Lillo comenzó sus estudios teatrales en el Taller del dramaturgo chileno Juan Radrigán. Su primera obra se tituló Con flores amarillas (1999), para luego estrenar Carita de emperaora (2000). Trabajó en la dramaturgia de Operación Cóndor, el vuelo de Laura, obra que hizo su debut en septiembre de 2017 en el Teatro de Marcelo de Roma.

## Trabajos como guionista

### Teleseries
- Pecadores (2003)
- Ídolos (2004)[6]
- Soltera otra vez (2011-2012)
- Amanda (2016-2017)[7][8]
- Gemelas (2019-2020)
- La torre de Mabel (2020)

### Películas
- B-Happy (2003)[3]

### Teatro
- "Con flores amarillas" (1999)[9]
- "Carita de emperaora" (2000)[9]

- "Operación Cóndor, el vuelo de Laura", (2017)[10]